# Јован Бријен
Јован Бријен (око 1170 - 27. март 1237) био је јерусалимски краљ и регент Латинског царства.

## Владавина Јерусалимском краљевином
Јован Бријен је био други син Ерарда II, грофа Бријене у Шампањи. У Свету земљу долази 1208. године као кандидат француског краља Филипа II Августа од кога је тражено да одабере мужа за јерусалимску принцезу Марију од Монферата (ћерку Конрада од Монферата и Изабеле I Јерусалимске). Марија и Јован су се венчали 1210. године. Тако Јован постаје јерусалимски краљ.
Године 1211, након низа борби са муслиманима, Јован склапа мир са Малик ел Адилом, Саладиновим наследником. Следеће године умире Марија од Монферата и оставља му ћерку Изабелу II (Јоланду) Јерусалимску. Убрзо се оженио ћерком јерменског краља Лава I, Стефани од Јерменије.

## Пети крсташки рат
Јован Бријен је био значајан учесник Петог крсташког рата (1218—1221). Када је египатски султан ел Камил послао крсташима понуду за мир и освајање Јерусалима, Галилеје и Палестине без борбе, Јован Бријен је саветовао легата Иноћентија III, Пелагија, да прихвати понуду. Пелагије је понуду ипак одбио јер није желео да преговара са муслиманима. Крсташи предузимају поход на Каиро који се завршио катастрофом, а крсташи су од Камила добили само слободан пролаз до Средоземног мора.

## Губитак власти
Након пропасти Петог крсташког похода, Јован одлази на Запад да тражи помоћ. Године 1223. упознао је папу Хонорија III и Фридриха II у Ферентину. Тамо је уговорен брак између Јованове ћерке Изабеле II Јерусалимске и Фридриха. Из Италије Јован одлази у Француску и Енглеску, а одатле у Сантјаго де Компостелу где му је леонски краљ Алфонсо IX понудио руку једне од кћери. Јован је одабрао млађу ћерку, Беренгарију Леонску. Након посете Немачкој вратио се у Рим (1225).
У Риму прима захтев Фридриха II да се одрекне јерусалимске круне у његову корист. Јован није желео да се одрекне власти те се осветио Фридриху који му је насилно преотео круну командујући папским трупама које су напале јужну Италију током царевог одсуства због Шестог крсташког рата.

## Латински цар
Године 1229. Јована су барони Латинског царства (крсташке државе основане након пада Цариграда 1204. године) послали понуду да постане цар-регент Латинског царства уз услов да Балдуин II Куртене ожени његову другу ћерку и наследи га након смрти. Јован пристаје и тако постаје цар Латинског царства.
Године 1235. Јован са знатно мањом војском одбрањује Цариград кога опседају никејски цар Јован III Дука Ватац и бугарски цар Иван Асен II. Погинуло је 10.000 непријатељских војника. Касније је ова Јованова победа преувеличана од стране латинских хроничара који га пореде са Хектором. Након успешне одбране Цариграда Јован умире у сиромаштву по идеалима Фрањеваца.

## Породица
Јован Бријен се женио три пута. Прва жена, Марија од Монферата, родила му је једну ћерку, Јоланду II, касније краљицу Јерусалима. Са Стефани је имао још једну ћерку која је умрла у детињству. Са трећом женом, Беренгаријом Леонском имао је четворо деце:
- Марију од Бријене - која се удала за Балдуина II Куртене.
- Алфонса од Бријена - оженио Мари, грофицу Еа.
- Жана (Јована) од Бријене
- Луја од Акре

## Породично стабло
|  |                        |  |  |  |  |  |  |  |  |  |  |  |  |  |  |  |
|  | 2. Ерард II Бријен     |  |  |  |  |  |  |  |  |  |  |  |  |  |  |  |
|  |                        |  |  |  |  |  |  |  |  |  |  |  |  |  |  |  |
|  |                        |  |  |  |  |  |  |  |  |  |  |  |  |  |  |  |
|  | 1. Јован Бријен        |  |  |  |  |  |  |  |  |  |  |  |  |  |  |  |
|  |                        |  |  |  |  |  |  |  |  |  |  |  |  |  |  |  |
|  |                        |  |  |  |  |  |  |  |  |  |  |  |  |  |  |  |
|  | 3. Agnès of Montfaucon |  |  |  |  |  |  |  |  |  |  |  |  |  |  |  |
|  |                        |  |  |  |  |  |  |  |  |  |  |  |  |  |  |  |
|  |                        |  |  |  |  |  |  |  |  |  |  |  |  |  |  |  |